# José Travassos
José António Barreto Travassos (22 de febrer de 1926 - 12 de febrer de 2002) fou un futbolista portuguès de la dècada de 1950.
Fou 35 cops internacional amb la selecció portuguesa.
Pel que fa a clubs, defensà els colors de l'Sporting Clube de Portugal i del G.D. CUF. Amb l'Sporting jugà 321 partits i marcà 128 gols, formant part de l'anomenada davantera dels Cinco Violinos (cinc violins) juntament amb Albano, Jesus Correia, Fernando Peyroteo i Manuel Vasques.